# Acanthosphaeria punctillum
Acanthosphaeria punctillum är en svampart som beskrevs av Wilhelm Kirschstein 1939. Acanthosphaeria punctillum ingår i släktet Acanthosphaeria och familjen Trichosphaeriaceae.   Inga underarter finns listade i Catalogue of Life.